# A Minha Geração (álbum)

Ver: Todos os Álbuns de estúdio

A Minha Geração é o décimo quinto álbum de estúdio da banda portuguesa de rock UHF. Editado a 25 de junho de 2013 pela AM.RA Discos, com distribuição da EMI.

Os UHF entraram em 2013 com a fantástica cifra de 1 600 concertos em Portugal e no mundo, vendendo perto de um milhão e meio de discos. Depois da edição do politizado Porquê?, em 2010, álbum com o lema "Entre o amor e a canção política, o rock intervém", os UHF mantiveram a linha ideológica da intervenção – uma vertente que a banda assume cada vez com mais convicção – e regressaram, em 2013, com A Minha Geração. Um disco maduro, que "observa à volta e reduz certos tipos sociais a estrofes cantadas, seguindo o exemplo que o mestre Gil Vicente nos legou", na análise do líder da banda. É um álbum verrinoso e irónico, com uma sonoridade rock vintage, acrescentando que foram recuperadas "as velhas máquinas de reverberação de fita em vez das modernas máquinas digitais. Fomos à gruta do som e ficamos felizes". Este registo que recebe o nome “da canção que sempre nos emocionou desde os ensaios”, inclui dez faixas e “fala de nós, do que somos hoje e do que os mais novos se podem tornar”, explica o autor. Gravado em cerca de um ano, o álbum é, nas palavras do vocalista do grupo, “um disco adulto, prenhe de rock and roll, balanceado entre Lisboa e a Califórnia, Los Angeles”. A Minha Geração celebra os 35 anos de carreira da banda, e é um disco-desabafo de um homem comum chamado António Manuel Ribeiro.
| “ | É um disco de um cidadão inquieto, de um compositor e de um escritor de canções atento ao país e ao momento que vivemos. É um disco de alguém que está muito cansado por todas as promessas que têm sido feitas ao longo dos tempos e por este declínio constante. Portugal parece um barco a fundar que nunca mais se afunda. Vamos flutuando a meter água. É este estado de existência contra o qual este disco muitas vezes ruma. | ” |

Iniciaram a digressão "UHF 35 anos–A Minha Geração" no Teatro Municipal de Almada, no dia 1 de março de 2013. Revelou-se uma das digressões mais bem sucedidas da banda, marcada com palavras de ordem contra a desordem governativa do país. Temas como "A Minha Geração" e "Vernáculo (para um homem comum)" são gritos de revolta contra uma classe política inábil e duvidosa, instalada em Portugal há várias décadas. Canções em que o carismático líder da banda sente “uma maior necessidade de comunicar de forma directa". O primeiro tema fala das constantes falsas promessas feitas pelos políticos, "uma classe política muito medíocre, com pouco nível, pouca história e muito pouco currículo", na avaliação de António Manuel Ribeiro, enquanto o segundo, é uma canção ácida e mordaz, censurada pela rádio, que obteve grande impacto na sociedade portuguesa ao contabilizar mais de cem mil visualizações em vídeos disponíveis na internet. Aponta críticas a vários aspetos políticos e sociais, com especial relevo para a falta de ética e seriedade dos governantes portugueses e de toda a classe política. A letra da canção é um poema de António Manuel Ribeiro publicado no livro "O Momento a Seguir", em 2006, e reflete a confissão de um homem comum, aquilo que se diz na rua e que os políticos não ouvem.  Herdeiros do movimento dos cantautores de intervenção em Portugal, os UHF, lamentam o alheamento que se sente em relação às questões políticas e sociais do país e principalmente lamentam não estarem acompanhados por outras bandas e artistas na denúncia social.
O álbum atingiu a 14ª posição na tabela nacional de vendas, na qual permaneceu uma semana. Para além dos formatos disco compacto e descarga digital, foi também editado em vinil, vinte anos depois da última edição. O disco apresenta nova imagem na capa e vem com menos uma faixa.[carece de fontes?] A capa é uma reprodução de uma pintura de António Manuel Ribeiro que simboliza os verdes anos vividos pela geração de 1970, que acreditava nos sonhos e que o mundo lhes pertencia. O tema de amostra do álbum foi o single "A Minha Geração". Seguiram-se mais dois singles: "Um Tipo Sincero"  e, em Janeiro de 2014, "A Saudade é Uma Ressaca".

## Lista de faixas
O disco compacto é composto por dez faixas em versão padrão. António Manuel Ribeiro é compositor em todas elas.
| CD             |                                   |                    |         |  |
| N.º            | Título                            | Compositor(es)     | Duração |  |
| 1.             | "A Minha Geração"                 | António M. Ribeiro | 4:08    |  |
| 2.             | "A Tia Dorinda"                   | António M. Ribeiro | 4:19    |  |
| 3.             | "Um Tipo Sincero"                 | António M. Ribeiro | 4:03    |  |
| 4.             | "Lily Casou à Pressa"             | António M. Ribeiro | 3:42    |  |
| 5.             | "Já Não Sei Fugir"                | António M. Ribeiro | 6:22    |  |
| 6.             | "Sinais (presentes do tempo)"     | António M. Ribeiro | 3:41    |  |
| 7.             | "Vernáculo (para um homem comum)" | António M. Ribeiro | 10:10   |  |
| 8.             | "A Saudade é uma Ressaca"         | António M. Ribeiro | 4:53    |  |
| 9.             | "Em Dezembro, Meu Amor"           | António M. Ribeiro | 4:27    |  |
| 10.            | "'70"                             | António M. Ribeiro | 0:29    |  |
| Duração total: | Duração total:                    | Duração total:     | 44:54   |  |

## Créditos
Lista-se abaixo os profissionais envolvidos na elaboração de A Minha Geração, de acordo com o encarte do disco compacto. O baixista Fernando Rodrigues deixou a banda no decorrer das gravações e foi substituído por Luís 'Cebola' Simões. O teclista Nuno Oliveira após várias participações tornou-se membro integrante.
- António Manuel Ribeiro (vocal e guitarra acústica)
- António Corte-Real (guitarra eléctrica)
- Luís 'Cebola' Simões (baixo e vocal de apoio)
- Ivan Cristiano (bateria e vocal de apoio)
- Nuno Oliveira (teclas)
- Fernando Rodrigues (baixo) (Saiu da banda durante as gravações)

Convidado
- Manuel Paulo (piano)